# Sergiolus poonaensis
Sergiolus poonaensis är en spindelart som beskrevs av Benoy Krishna Tikader och Gajbe 1976. Sergiolus poonaensis ingår i släktet Sergiolus och familjen plattbuksspindlar. Inga underarter finns listade i Catalogue of Life.